# Milaan-San Remo

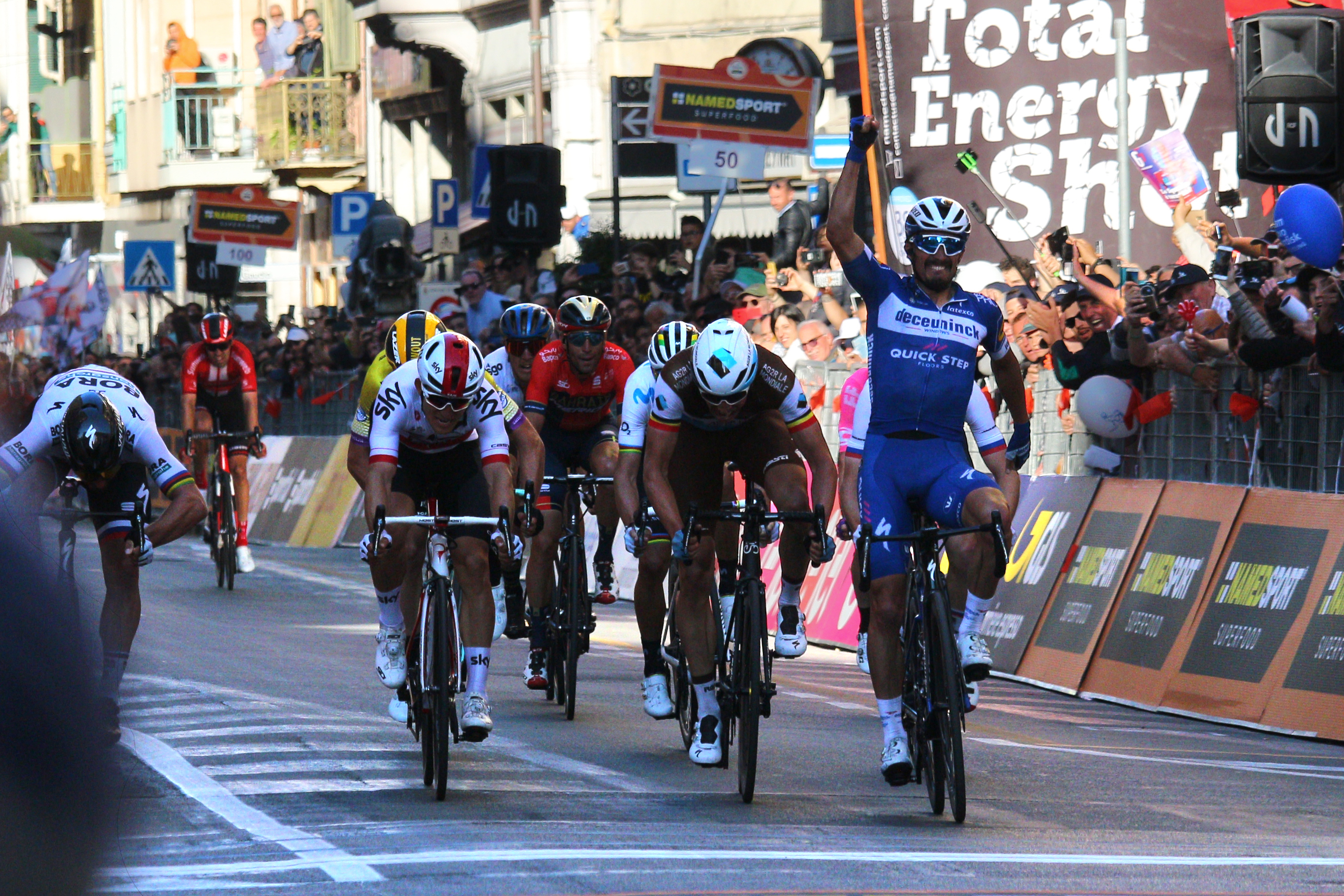
Julian Alaphilippe wint Milaan-San Remo in 2019.

Milaan-San Remo (Italiaans: Milano-Sanremo) is de eerste grote klassieker van het wielerseizoen. Met 298 km is het in het moderne wielrennen de langste professionele eendagskoers van het jaar. Haar bijnaam is La Classicissima of La Primavera, De Lente, al spreken sommigen ook van la prima vera, de eerste ware wielerklassieker van het jaar.

## Algemeen
Van 1935 tot en met 1953 werd deze wedstrijd verreden op 19 maart, de feestdag van Sint Jozef, vandaar zijn andere bijnaam, de Sint-Jozefsklassieker. Van 1954 tot 2012 vond de wedstrijd plaats op zaterdag die aanleunde bij 19 maart of op 19 maart als deze datum op een zaterdag viel. In 2013, 2014 en 2015 werd de wedstrijd op zondag verreden. Vanaf 2016 wordt de wedstrijd weer op zaterdag verreden.
Van 1988 tot 2004 was het de eerste wedstrijd op de kalender van de wereldbeker. In 2005 werd hij opgenomen in de eerste editie van de UCI ProTour en sinds 2011 in de UCI World Tour. Alhoewel het niet meer de eerste eendagswedstrijd van de World Tour is, wordt het nog steeds beschouwd als de opener van de voorjaarsklassiekers.
Met zeven overwinningen is Eddy Merckx recordhouder. Costante Girardengo won de wedstrijd zes keer en behaalde tussen 1917 en 1928 een recordaantal van elf podiumplaatsen.
De snelste editie was in 1990. Gianni Bugno won in een recordtijd van 6 uur 25 minuten en 6 seconden, een gemiddelde van 45,8 kilometer per uur. De traagste editie was die van 1910: 12 uur en 24 minuten.
Milaan-San Remo is samen met de Ronde van Vlaanderen, Parijs-Roubaix, Luik-Bastenaken-Luik en de Ronde van Lombardije een van de vijf Monumenten van het wielrennen. Van deze vijf wordt Milaan-San Remo beschouwd als sprintklassieker.
Van 1999 tot en met 2005, en sinds 2025 wordt er ook een gelijknamige wedstrijd voor vrouwen gehouden. Dit gebeurt op dezelfde dag als de mannenwedstrijd, maar over een kortere afstand.

## Geschiedenis
Het idee voor een wielerwedstrijd van Milaan naar San Remo kwam van de Unione Sportiva Sanremese. Een eerste amateurwedstrijd werd op 2 en 3 april 1906 gereden over twee etappes (Milaan-Acqui en Acqui-San Remo). De wedstrijd kende bij aanvang echter weinig succes. Daarop opperde journalist Tullo Morgagni, die in 1905 al de Ronde van Lombardije gelanceerd had, het idee om een professionele wielerwedstrijd op één dag te organiseren over het traject. Hij legde het project voor aan de directeur van La Gazzetta dello Sport, Eugenio Costamagna, die de organisatie op zich nam.
Op 14 april 1907 vond de eerste officiële editie van Milaan-San Remo plaats: 60 renners schreven zich in, maar slechts 33 verschenen om vijf uur 's ochtends aan de start bij de herberg Conca Fallata. Deze aanvangseditie werd in ijskoude weersomstandigheden gereden en na een tumultueuze finale (de Fransman Garrigou duwde de Italiaan Gerbi van de weg af en werd gediskwalificeerd) gewonnen door de Fransman Lucien Petit-Breton, die de 286 kilometer aflegde met een gemiddelde snelheid van 26,206 km/h. Veertien renners bereikten de finish.
De wedstrijd was een commercieel succes en trok een internationaal deelnemersveld aan, waarop de Gazzetta dello Sport in 1908 de tweede editie organiseerde, gewonnen door de Belg Cyrille Van Hauwaert. De eerste Italiaanse winnaar van Milaan-San Remo was Luigi Ganna die in 1909 met een uur voorsprong won op de Fransman Émile Georget.
In 1908 reed Cyrille Van Hauwaert met de fiets, bij wijze van training, vanuit zijn woonplaats naar de start van Milaan-San Remo.
In 1910 verwierf de Primavera een plaats in de legende door de extreme weersomstandigheden. Renners zochten hun toevlucht voor een hevige sneeuwstorm in de huizen langs de weg en vier van de 63 starters bereikten de finish. Winnaar was de Fransman Eugène Christophe, die ervan overtuigd was dat hij de verkeerde weg genomen had en niet besefte dat hij als eerste San Remo bereikt had.
Na de pioniersjaren kwam het tijdperk van Costante Girardengo, die zijn naam onuitwisbaar aan de klassieker zou verbinden. Tussen 1917 en 1928 eindigde Girardengo elf keer op het podium, waarvan zes keer als winnaar. De jaren daarop werden gekenmerkt door de rivaliteit tussen Learco Guerra en Alfredo Binda, die door hun wedijver enkele zekere overwinningen uit handen gaven. Een soortgelijke rivaliteit werd in de jaren 40 gezien in de mythische jaren van Fausto Coppi en Gino Bartali. Milaan-San Remo was razend populair en de Italiaanse pers begon te spreken over de Classicissima. In 1949 lag de aankomst voor het eerst op de iconische Via Roma, een bedrijvige winkelstraat in het centrum van San Remo.
Vanaf de jaren 50 wonnen vooral Vlaamse en Spaanse spurters en brak een periode van zeventien jaar aan zonder Italiaanse overwinning. In 1960 voegde wedstrijddirecteur Vincenzo Torriani de beklimming van de Poggio, net voor de aankomst in San Remo, aan het parcours toe. Bedoeling was om de finale zwaarder te maken, maar de beslissing had niet het verhoopte effect en de reeks buitenlandse overwinningen werd voortgezet.
In 1966 begon het tijdperk Eddy Merckx, die met zeven overwinningen recordhouder is. Zeven overwinningen is ook het historische record van een renner in één enkele klassieker. Na Merckx' laatste overwinning in 1976 kon geen enkele renner Milaan-San Remo nog domineren tot 1997, toen de Duitse sprinter Erik Zabel een reeks van vier overwinningen en twee tweede plaatsen neerzette.
Memorabele edities in de jaren 90 waren die van 1992, toen Sean Kelly in de afdaling van de Poggio bij Moreno Argentin kwam en hem vervolgens vloerde in een sprint met twee; en die van 1999, toen Andrei Tchmil met een demarrage op één kilometer van de finish nipt uit de greep van een spurtend peloton, aangevoerd door Zabel, bleef. In 2004 had Zabel een vijfde keer kunnen winnen, maar hij stak zijn handen te vroeg in de lucht en de Spanjaard Óscar Freire won zijn eerste van drie Primavera's.
In 2008 was de Zwitser Fabian Cancellara de eerste winnaar op een nieuwe aankomst, de Lungomare Italo Calvino. Cancellara eindigde daarna nog vier keer op het podium, maar niet meer als winnaar. In 2009 kende de Primavera haar honderdste editie, gewonnen door de Brit Mark Cavendish, die bij zijn eerste deelname de Duitser Heinrich Haussler versloeg in een millimeterspurt.
De editie van 2013, voor het eerst sinds de Tweede Wereldoorlog op een zondag, werd een epische wedstrijd. Door hevige sneeuwval en vriestemperaturen werd de wedstrijd na 117 km stilgelegd in Ovada. Even werd overwogen de editie af te gelasten, maar de renners werden met bussen naar Arenzano vervoerd, waar de koers hervat werd voor de resterende 120 km. De wedstrijd werd gewonnen door de Duitser Gerald Ciolek.
In de editie van 2015 was de aankomst, na zeven jaar aan de kust, opnieuw op de Via Roma. De Duitser John Degenkolb won in de spurt voor Alexander Kristoff, die het jaar voordien won. Koersdirecteur Mauro Vegni wil de aankomst permanent op de Via Roma houden.
De klassieker werd in 2020 uitgesteld en verplaatst naar 8 augustus vanwege de coronapandemie.

## Parcours

Kaart van Milan-Sanremo in 2015

De wedstrijd werd van bij haar oorsprong opgevat als een rechte lijn vanuit Milaan, het industriële hart van Noord-Italië, naar San Remo, de mondaine en culturele badstad aan de Italiaanse Rivièra. De start is op de Piazza del Duomo in Milaan en vervolgens gaat het richting zuidwesten, over voornamelijk vlakke wegen in Lombardije, naar Ligurië. De tweede helft van de koers loopt langs de badplaatsen aan de Ligurische kust via de Via Aurelia tot in San Remo.
De voornaamste moeilijkheid zit in de afstand. Milaan-San Remo is met haar 298 kilometer de langste wedstrijd van het seizoen, maar desondanks eindigde de wedstrijd vaak in een massasprint. In de beginjaren was de Passo del Turchino de enige noemenswaardige hindernis in het parcours, zowat halfweg koers, maar was deze wel vaak beslissend.
Om het parcours selectiever te maken en niet-sprinters meer kansen te geven op een overwinning, werden in de loop der jaren verscheidene hellingen in het parcours opgenomen. In 1960 werd de Poggio di San Remo, een korte helling vlak bij de aankomst, in het parcours gevoegd. In 1965 werd ook de klim van Merlo in het parcours opgenomen (de eerste 6 km van de Colle del Melogno), maar ondanks een 'ongunstige' uitkomst voor de spurters (de Nederlander Arie den Hartog won na een ontsnapping met drie) werd het experiment niet herhaald.
In de laatste 35 km moeten de renners ook over een opeenvolging van korte Capi, de Capo Mele, Cervo en Berta. In de jaren 1980 werd de Cipressa op 22 km voor het einde ingevoegd.
De Primavera heeft in haar geschiedenis drie aankomsten gekend: de Corso Felice Cavalotti (1907-1948), de Via Roma (1949-2007) en de Lungomare Italo Calvino (2008-2014). Sinds 2015 ligt de aankomst opnieuw op de Via Roma.

### Parcourswijzigingen
Ondanks deze ingrepen is het traject van Milaan-San Remo bijzonder trouw aan haar oorspronkelijke parcours, zeker in vergelijking met de andere Italiaanse klassieker, de Ronde van Lombardije, of de Ronde van Vlaanderen, die elk jaar aanzienlijke parcoursveranderingen ondergaan. Er gaan al langer stemmen op om het parcours van Milaan-San Remo te wijzigen -lees: lastiger- te maken. De wielerklassieker sleurt al enkele decennia een imago van 'loterijkoers' met zich mee, met voornamelijk sprinters op de recente erelijst, wat weegt op het prestige van de wedstrijd. Om daar wat aan te veranderen, probeert de organisatie het parcours nog steeds selectiever te maken met nieuwe beklimmingen. Zo werd in de editie van 2008 de beklimming van Le Manie vroeg in het parcours ingelast.
In september 2013 werd bekendgemaakt dat een nieuwe beklimming zou worden toegevoegd tussen de Cipressa en de Poggio: de Pompeiana, een lastige klim met een gemiddeld stijgingspercentage van 5% en maximaal 13%. In februari 2014 besloot de organisatie de beklimming toch niet op te nemen vanwege het slechte wegdek van de Pompeiana. Ook in het parcours voor 2015 werd de Pompeiana niet opgenomen.
Ondanks het vlakke parcours en lange aankomstlaan, is het ook voor sprinters geen sinecure om de wedstrijd te winnen. Vaak wint niet de snelste, maar de sterkste en best voorbereide sprinter van het peloton. Sprintersploegen moeten het soms afleggen tegen aanvallers die op de laatste hellingen of in de straten van San Remo hun kans wagen. Goede voorbeelden zijn Laurent Jalabert en Maurizio Fondriest die in 1995 op de Poggio ontsnapten en wegbleven tot de finish. Ook Paolo Bettini kon in 2003 een aanval afronden en in 2012 won Simon Gerrans een sprint met drie voor Fabian Cancellara en Vincenzo Nibali.

## Lijst van winnaars

### Meervoudige winnaars
| Overwinningen | Renner               | Land      | Jaren                                    |
| ------------- | -------------------- | --------- | ---------------------------------------- |
| 7             | Eddy Merckx          | België    | 1966, 1967, 1969, 1971, 1972, 1975, 1976 |
| 6             | Costante Girardengo  | Italië    | 1918, 1921, 1923, 1925, 1926, 1928       |
| 4             | Gino Bartali         | Italië    | 1939, 1940, 1947, 1950                   |
| 4             | Erik Zabel           | Duitsland | 1997, 1998, 2000, 2001                   |
| 3             | Fausto Coppi         | Italië    | 1946, 1948, 1949                         |
| 3             | Roger De Vlaeminck   | België    | 1973, 1978, 1979                         |
| 3             | Óscar Freire         | Spanje    | 2004, 2007, 2010                         |
| 2             | Gaetano Belloni      | Italië    | 1917, 1920                               |
| 2             | Alfredo Binda        | Italië    | 1929, 1931                               |
| 2             | Giuseppe Olmo        | Italië    | 1935, 1938                               |
| 2             | Loretto Petrucci     | Italië    | 1952, 1953                               |
| 2             | Miguel Poblet        | Spanje    | 1957, 1959                               |
| 2             | Laurent Fignon       | Frankrijk | 1988, 1989                               |
| 2             | Sean Kelly           | Ierland   | 1986, 1992                               |
| 2             | Mathieu van der Poel | Nederland | 2023, 2025                               |

### Overwinningen per land
| Overwinningen | Land                                                 |
| ------------- | ---------------------------------------------------- |
| 51            | Italië                                               |
| 23            | België                                               |
| 14            | Frankrijk                                            |
| 7             | Duitsland                                            |
| 5             | Nederland, Spanje                                    |
| 2             | Australië, Ierland, Verenigd Koninkrijk, Zwitserland |
| 1             | Noorwegen, Polen, Slovenië                           |